# Società Podistica Lazio 1914-1915
Questa voce raccoglie le informazioni riguardanti la Società Podistica Lazio nelle competizioni ufficiali della stagione 1914-1915.

## Stagione
Nell'annata 1914-1915 la Lazio partecipò al torneo centro-meridionale del campionato di Prima Categoria, dove si classificò al secondo posto nel girone laziale, alle spalle dei concittadini del Roman. In seguito a una modifica regolamentare deliberata in itinere, adottata per allineare temporalmente il torneo del Centro-sud a quello del Nord, entrambe le squadre capitoline si qualificarono al girone semifinale dell'Italia centrale dove andarono a incontrare Pisa e Lucca, prime classificate delle eliminatorie toscane.
Quando arrivò la sospensione del campionato in seguito all'entrata del Paese nella prima guerra mondiale, i biancocelesti avevano già ottenuto il primo posto nel raggruppamento laureandosi campioni dell'Italia centrale, con conseguente accesso alla finale centro-meridionale che avrebbe designato la squadra chiamata poi a sfidare i primatisti del Nord nella finalissima per il titolo nazionale. Tuttavia, queste finali non si disputarono mai a causa del mancato completamento della competizione.
Sarà il Genoa, all'epoca dei fatti al primo posto (con una gara ancora da giocare) nel girone finale del torneo settentrionale – storicamente considerato il torneo maggiore per via della più ampia partecipazione di club e conseguente, maggiore competitività messa in campo –, a venire decretato d'ufficio campione d'Italia al termine della Grande Guerra, in quanto ritenuto dalla Federazione Italiana Giuoco Calcio (FIGC) come la squadra più prossima alla vittoria finale, e ignorando a priori le istanze delle società centro-meridionali per via del succitato divario tecnico che all'epoca le separava dai club del Nord. Una decisione a posteriori avversata da parte biancoceleste, sull'assunto che gli organi federali non tennero conto del regolamento e dell'analoga situazione in essere nell'altra parte del Paese, che vedeva la Lazio quale compagine centro-meridionale più vicina al raggiungimento della finalissima; in aggiunta, la delibera federale che assegnò il campionato ai genoani risulta a tutt'oggi irreperibile.
In virtù di ciò, nel 2016 è stato aperto un iter in seno alla FIGC volto a decidere sulla possibile attribuzione ex aequo del titolo 1914-1915 a Genoa e Lazio; negli anni seguenti, tuttavia, la Federazione non ha rilasciato ulteriori comunicazioni in merito.

## Organigramma societario
Area direttiva
- Presidente: Fortunato Ballerini

Area tecnica
- Direttore sportivo: Alfredo Palmieri
- Allenatore: Guido Baccani

## Rosa
| N. |                   | Ruolo | Calciatore                  |
| -- | ----------------- | ----- | --------------------------- |
|    | Italia (bandiera) | P     | Remo Forlivesi              |
|    | Italia (bandiera) | P     | Rossi                       |
|    | Italia (bandiera) | P     | Gino Rossini                |
|    | Italia (bandiera) | P     | Clemente Serventi           |
|    | Italia (bandiera) | D     | Renato Amici                |
|    | Italia (bandiera) | D     | Mario Levi II               |
|    | Italia (bandiera) | D     | Carlo Maranghi (capitano)   |
|    | Italia (bandiera) | D     | Giovanni Terrile            |
|    | Italia (bandiera) | D     | Attilio Zoppi II            |
|    | Italia (bandiera) | C     | Vincenzo Di Napoli I        |
|    | Italia (bandiera) | C     | Leonardo Luigi Di Napoli II |
|    | Italia (bandiera) | C     | Gino Donati                 |
|    | Italia (bandiera) | C     | Augusto Faccani             |
|    | Italia (bandiera) | C     | Primo Fioranti II           |
|    | Italia (bandiera) | C     | Gaetano Tizzoni             |

| N. |                   | Ruolo | Calciatore             |
| -- | ----------------- | ----- | ---------------------- |
|    | Italia (bandiera) | C     | Elios Vernaleone       |
|    | Italia (bandiera) | C     | Angelo Zucchi II       |
|    | Italia (bandiera) | A     | Camillo Bona           |
|    | Italia (bandiera) | A     | Alfredo Cella I        |
|    | Italia (bandiera) | A     | Marcello Consiglio     |
|    | Italia (bandiera) | A     | Amedeo Coraggio        |
|    | Italia (bandiera) | A     | Corrado Corelli I      |
|    | Italia (bandiera) | A     | Giuseppe Fioranti I    |
|    | Italia (bandiera) | A     | Giuseppe Eugenio Furia |
|    | Italia (bandiera) | A     | Renato Grasselli       |
|    | Italia (bandiera) | A     | Mario Raffo            |
|    | Italia (bandiera) | A     | Fernando Saraceni I    |
|    | Italia (bandiera) | A     | Luigi Riccardi         |
|    | Italia (bandiera) | A     | Alessandro Varini      |
|    | Italia (bandiera) | A     | Ezio Zoppi I           |

## Risultati

### Prima Categoria

#### Torneo centro-meridionale - Sezione laziale

##### Girone di andata
| Arbitro: | Bellucci (Roma) |

|                                 |           |                            |
| Consiglio 30’, 90’ Coraggio 54’ | Marcatori | 70’ Marchesano 79’ Cerchia |

| Arbitro: | Volpi (Roma) |

|           |           |                                                                           |
| Monti 27’ | Marcatori | 11’, 75’ Bona 31’ Consiglio 33’, 35’, 72’ Furia 62’ Grasselli 68’ Faccani |

| Arbitro: | Terzolo (Milano) |

|                                            |           |  |
| Grasselli 20’, 30’, 32’, 36’ Consiglio 84’ | Marcatori |  |

| Arbitro: | Valvassori (Torino) |

|                           |           |                                                |
| Maranghi 6’ Consiglio 89’ | Marcatori | 5’, 60’, 65’ Tomassina 29’ De Giuli 31’ Donati |

| Arbitro: | Volpi (Roma) |

|  |           |                                               |
|  | Marcatori | 36’ Maranghi 55’, 66’ Grasselli 77’ Zucchi II |

##### Girone di ritorno
| Arbitro: | Nicola (Roma) |

|                                                    |           |  |
| Galassi II 32’ (rig.) De Martino 74’ Galassi I 81’ | Marcatori |  |

| Arbitro: | Volpi (Roma) |

|                                                                               |           |                             |
| Grasselli 5’ Di Napoli I 15’ Saraceni I 70’ (rig.) Riccardi 76’ Consiglio 81’ | Marcatori | 26’ (rig.), 57’ (rig.) Zama |

| Arbitro: | Armano (Torino) |

|              |           |               |
| Guidotti 75’ | Marcatori | 70’ Consiglio |

| Arbitro: | Scamoni (Torino) |

|  |           |                                               |
|  | Marcatori | 2’ Saraceni I 12’, 15’ Consiglio 55’ Maranghi |

| Arbitro: | Bellucci (Roma) |

|                                                    |           |  |
| Bona ?’, ?’, ?’, ?’ Grasselli ?’, ?’ Saraceni I ?’ | Marcatori |  |

#### Semifinali dell'Italia centrale

##### Girone di andata
| Arbitro: | Luciani (Livorno) |

|                                              |           |  |
| Scotti 11’, 87’ Pera 24’ Malfatti 51’ (rig.) | Marcatori |  |

| Arbitro: | Scamoni (Torino) |

|                           |           |            |
| Grasselli 20’ Faccani 30’ | Marcatori | 87’ Meille |

| Arbitro: | Meani (Livorno) |

|              |           |                          |
| Andreani 78’ | Marcatori | 4’ Cella I 66’ Zucchi II |

##### Girone di ritorno
| Arbitro: | Bellucci (Roma) |

|                                                      |           |                                |
| Fioranti I 9’ Donati 26’ Saraceni I 31’ Maranghi 76’ | Marcatori | 22’ Scotti 60’ (rig.) Malfatti |

| Arbitro: | Bellucci (Roma) |

|           |           |                                                                   |
| Donati 6’ | Marcatori | 5’, 7’ Consiglio 44’ Saraceni I 47’ Zucchi II 63’ (rig.) Maranghi |

| Roma 16 maggio 1915 6ª giornata | Lazio | 2 – 0 A tav. | Lucca | Campo della Rondinella |

## Statistiche

### Statistiche di squadra
| Competizione    | Punti | In casa | In casa | In casa | In casa | In casa | In casa | In trasferta | In trasferta | In trasferta | In trasferta | In trasferta | In trasferta | Totale | Totale | Totale | Totale | Totale | Totale | DR  |
| Competizione    | Punti | G       | V       | N       | P       | Gf      | Gs      | G            | V            | N            | P            | Gf           | Gs           | G      | V      | N      | P      | Gf     | Gs     | DR  |
| --------------- | ----- | ------- | ------- | ------- | ------- | ------- | ------- | ------------ | ------------ | ------------ | ------------ | ------------ | ------------ | ------ | ------ | ------ | ------ | ------ | ------ | --- |
| Prima Categoria | 25    | 8       | 7       | 0       | 1       | 30      | 12      | 8            | 5            | 1            | 2            | 24           | 11           | 16     | 12     | 1      | 3      | 54     | 23     | +31 |